# Afromelanichneumon castanopygus
Afromelanichneumon castanopygus är en stekelart som först beskrevs av Morley 1919.  Afromelanichneumon castanopygus ingår i släktet Afromelanichneumon och familjen brokparasitsteklar. Inga underarter finns listade i Catalogue of Life.